# Neue Synagoge (Brünn)

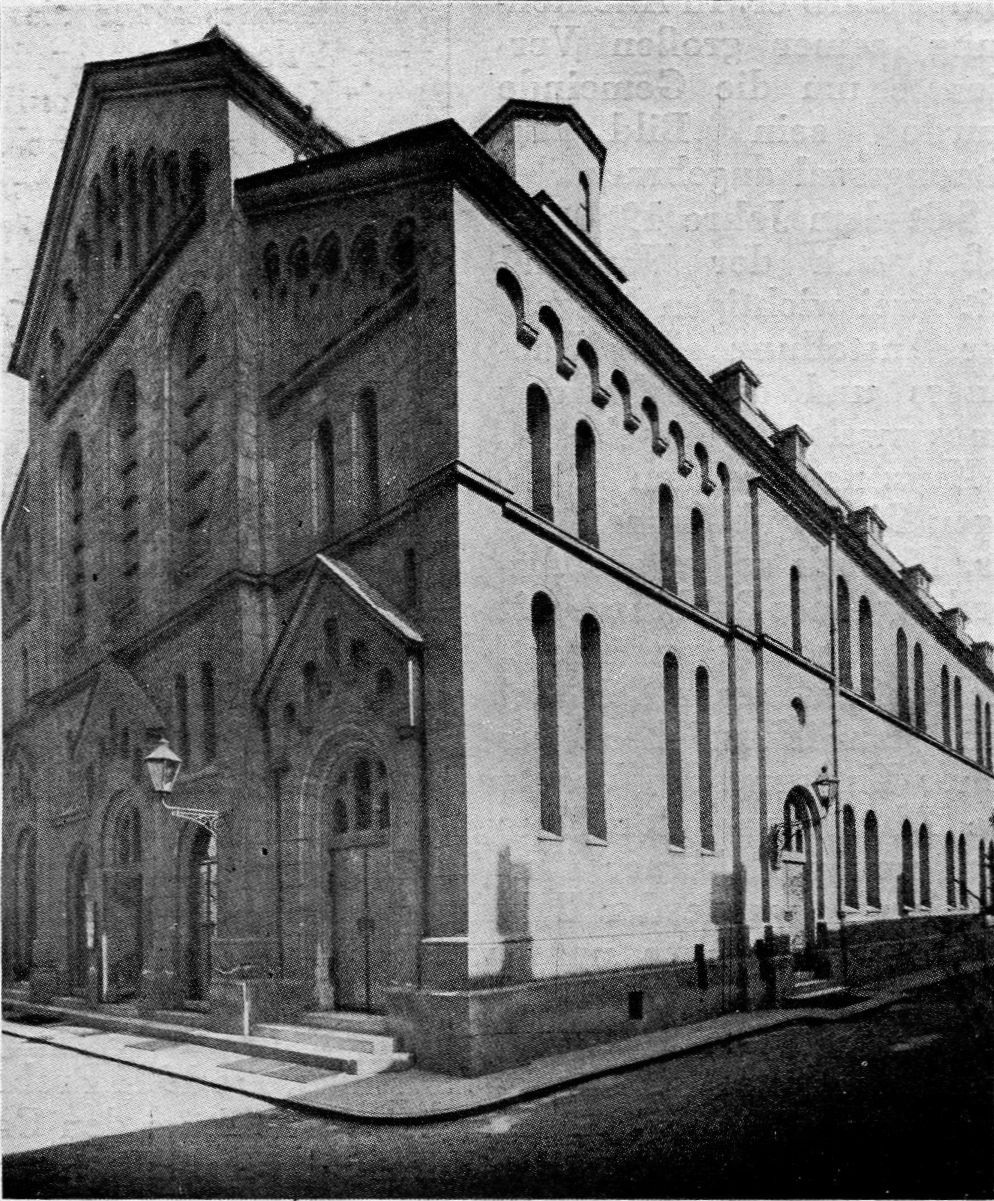
Neue Synagoge in Brünn (1929)

Die Neue Synagoge in Brünn (tschechisch Brno), der zweitgrößten Stadt Tschechiens und Verwaltungssitz des Südmährischen Region, wurde zu Beginn des 20. Jahrhunderts erbaut. Sie wurde 1985/86 abgerissen.

## Geschichte
Um 1900 war die Große Synagoge für die Brünner jüdische Gemeinde zu klein geworden. Deshalb ließ sie eine weitere Synagoge bauen, die im September 1906 feierlich eröffnet wurde.
Im Zweiten Weltkrieg wurde das Gebäude bei Luftangriffen der Alliierten auf die Stadt schwer beschädigt. Zunächst wurde es nach dem Krieg provisorisch restauriert und als Lager genutzt, ohne dass danach auf seine Instandhaltung Wert gelegt wurde. Schließlich wurde es 1985/86 endgültig abgerissen.

## Architektur
Die Synagoge wurde nach Plänen des Architekten Max Fleischer errichtet. Das dreischiffige Gebäude wurde im Stil der Neoromanik erbaut und hatte eine Größe von 36 × 18 m bei einer Höhe bis zur Giebelspitze von 18,5 m.
Es gab mehrere Zugänge: der zentrale Zugang war auf der Westseite, von dem man in das Vestibül gelangte und von diesem in den Hauptraum, dem Gebetsraum der Männer. Rechts und links davon waren noch zwei weitere Türen zu den Treppen, die zur Frauenempore in der ersten Etage führten. Daneben war an den Seiten im Süden und Norden nochmals je eine Tür. Die Stockwerke waren von außen durch zwei Reihen von Rundbogenfenstern zu erkennen.
Der Hauptraum im Erdgeschoss bot 324 Personen Platz; die Frauenemporen entlang der Süd- und Nordseite war für weitere 250 Personen ausgelegt.
An der Ostseite war eine Apsis, in der sich auch der Toraschrein befand. Die Bima stand, wie im Reformjudentum üblich, unmittelbar vor dem Toraschrein (und nicht in der Mitte der Halle).